# Brandon Beemer
Brandon Beemer (Eugene (Oregon), 27 februari 1980) is een Amerikaans acteur en model. Beemer is van Duits-Ierse afkomst. Na zijn middelbare school verhuisde hij naar New York, waar hij enige tijd model was. Hij nam enkele acteerlessen en verhuisde vervolgens naar Los Angeles om te proberen acteur te worden.

## Carrière
Op 29 september 2006 debuteerde hij in de soapserie Days of our Lives als Shawn-Douglas Brady. Voorheen speelde Jason Cook deze rol, maar toen die zijn contract niet verlengde, werd Beemer gecast. Op 21 januari 2008 werd bekend dat Beemer en zijn collega Martha Madison ontslagen werden omdat de serie wilde besparen. Hun laatste optreden in de serie was op 24 maart 2008. Twee maanden later werd bekend dat hij overstapte naar de soap The Bold and the Beautiful.

## Persoonlijk leven
Begin 2007 zette de roddelblogger Perez Hilton op zijn website dat Beemer een relatie had met de zanger Lance Bass, maar Beemer ontkende dit en zei dat Bass al jaren een vriend van hem was. Anno 2008 heeft Beemer een relatie met zijn voormalige Days-collega Nadia Bjorlin.